# Gidayūbushi
Gidayūbushi (jp: 義太夫節), es un estilo de narración del teatro de marionetas bunraku creado por Takemoto Gidayū (1651-1714, 竹本義太夫) que funde la declamación vigorosa del katarimono (語り物) y el elemento melodioso del utaimono (歌い物 o 歌物). 
Este estilo se convertiría en el modelo de referencia para la recitación junto al que fuera su colaborador, el dramaturgo Chikamatsu Monzaemon trabajando en el teatro que creara Takemoto Gidayū, el Takemotoza (竹本座) al este del barrio Dōtombori en Ôsaka en 1684.